# Sky News
Sky News é um canal de televisão 24 horas de informação direto, sendo o primeiro canal europeu em seu gênero. A Sky News surgiu em 5 de fevereiro de 1989 pela empresa Sky Television Plc que pertencenceu ao grupo News Corporation, ex produtora do canal FOX, nos Estados Unidos.
Ainda mais, existem outras correntes Sky News na Irlanda, Nova Zelândia, Austrália e Itália.
As emissoras da Sky News podem seguir tanto pela televisão à satélite (Sky Digital) como terrestre e a cabo apenas dentro do Reino Unido.
O slogan do canal é "First for breaking news" (português: O primeiro a dar as notícias). A audiência do canal chegou a 0.7% em julho de 2014.